# Intel Quick Sync Video
Intel Quick Sync Video — технология аппаратного ускорения кодирования и декодирования видео, встроенная в некоторые процессоры компании Intel. В отличие от кодирования с использованием GPGPU, технология Quick Sync основана на интегральной схеме, специализированной для конкретной задачи (в графическом ядре есть выделенные аппаратные видеокодер и видеодекодер), что позволяет быстрее и энергетически эффективнее обрабатывать видео. О Quick Sync впервые было упомянуто на Intel Developer Forum 2010 13 сентября, но, согласно Tom’s Hardware, концепция Quick Sync была создана за 5 лет до этого. Технология Quick Sync была представлена вместе с архитектурой Sandy Bridge 9 января 2011 года. Quick Sync, так же как и другие технологии аппаратного кодирования видео, выдает качество хуже, чем при использовании только мощностей процессора.

## Версии

### Quick Sync 1.0 (второе поколение Intel Core)
Quick Sync впервые появилась в процессорах Intel начиная с архитектуры Sandy Bridge (более старая архитектура Clarkdale имеет аппаратную поддержку только декодирования видео), при этом отсутствует на малобюджетных CPU Sandy Bridge Pentium и Celeron. Quick Sync получила положительные отзывы за скорость работы. Тестирование на сайте Tom’s Hardware показывает, что кодирование 449 МБ видео, длящегося 4 минуты, в формате HD с разрешением 1024×768 занимает 22 секунды. С использованием только программных средств этот процесс занимает 172 секунды. Такое же кодирование занимает 83 и 86 секунд с использованием видеокарт Nvidia GeForce GTX 570 и AMD Radeon HD 6870, соответственно.
Данное поколение Quick Sync поддерживает следующие форматы сжатия видео: H.264/AVC, VC-1 и MPEG-2. Декодер является многопоточным, то есть способен декодировать видео в несколько потоков, в том числе в  режиме «картинка в картинке», стерео 3D Blu-ray или MVC. Поддержка Quick Sync уже присутствует в следующих приложениях: ArcSoft MediaConverter, Corel DVD Factory, CyberLink MediaEspresso, Movavi Video Converter, Roxio Creator, Handbrake (ночные сборки) и др. Блоки кодирования и декодирования были помещены в графическое ядро. Ресурсы Quick Sync невозможно использовать в системах с набором логики Intel P67. Платы на этом чипсете отключают встроенную графику, а вместе с этим теряется и доступ к данной технологии. Так что аппаратное ускорение перекодирования видео силами графического процессора Intel возможно лишь в системах, где работает встроенное в Sandy Bridge графическое ядро.

### Quick Sync 2.0 (третье поколение Intel Core)
Архитектура Ivy Bridge включает в себя новое поколение Quick Sync. В рамках Intel HD Graphics 4000 технология Quick Sync стала ещё лучше и получила усовершенствованный медиасемплер. В результате обновлённый движок Quick Sync обеспечивает, по сравнению со своей прошлой версией (в Sandy Bridge), примерно двукратное преимущество в скорости перекодирования в формат H.264. При этом в рамках технологии улучшилось и качество выдаваемого кодеком видео, а также стали поддерживаться сверхвысокие разрешения видео, вплоть до 4096×4096. Если в системе используется внешняя графическая карта, отключающая в общем случае интегрированную графику, использовать Quick Sync напрямую невозможно (включение Intel Quick Sync возможно и на таких конфигурациях путём подключения виртуального монитора к встроенному графическому ядру и расширению рабочего стола на него). Есть ещё одно решение этой проблемы, которое предлагает сторонняя компания LucidLogix, разработавшая технологию графической виртуализации Virtu.

## Поддержка операционными системами

### Microsoft Windows
Microsoft предоставляет в Windows (в Windows Vista и в более поздних версиях ОС) широкую поддержку Quick Sync на основе драйверов от Intel и неплохую поддержку, как через DirectShow/DirectX, так и через WMF (Windows Media Foundation). Широкий спектр приложений основан на этой базовой поддержке технологии в Windows. Windows Vista и более поздние версии поддерживают Quick Sync Video. Поддержка в программах: Adobe Premiere Pro, Adobe Media Encoder, DaVinci Resolve и в других.

### macOS
Apple добавила поддержку Quick Sync начиная с OS X Mountain Lion для: AirPlay, FaceTime, iTunes, Safari, QuickTime X, iMovie, Final Cut Pro X, Motion и Compressor. Поддержка в сторонних программах: Adobe Premiere Pro, Adobe Media Encoder, DaVinci Resolve и в других.

### Linux
Quick Sync поддерживается ОС Linux c апреля 2013 года (для серверных применений).

## Аппаратное декодирование и кодирование
Предварительная поддержка аппаратного декодирования с помощью Quick Sync форматов H.264, MPEG2 и VC-1 доступна  с использованием фильтра ffdshow, выпущенным Eric Gur, инженером компании Intel.
Утверждается, что при тестировании частота CPU находится на минимально возможном значении, что позволяет уменьшить потребление энергии и максимизировать время работы от батареи, но при этом работать в 2 раза быстрее libavcodec.
Аппаратная поддержка кодирования медиаданных, адаптированного для Quick Sync, широко доступна. Примерами такого программного обеспечения с поддержкой Quick Sync во время процесса кодирования являются Badaboom Media Converter, Cyberlink PowerDirector, MediaEspresso, ArcSoft MediaConverter, XSplit Broadcaster, XSplit Gamecaster (все — коммерческие продукты), и проекты, подобные HandBrake (только сборки для Windows), VidCoder, Open Broadcaster Software или программы для работы с видео из пакета Adobe CC2018.